# Бланко (Нью-Мексико)
Бланко (англ. Blanco) — переписна місцевість (CDP) в США, в окрузі Сан-Хуан штату Нью-Мексико. Населення — 491 особа (2020).

## Географія
Бланко розташоване за координатами 36°44′10″ пн. ш. 107°48′51″ зх. д. / 36.73611° пн. ш. 107.81417° зх. д. (36.736156, -107.814191).  За даними Бюро перепису населення США в 2010 році переписна місцевість мала площу 9,43 км², з яких 8,96 км² — суходіл та 0,47 км² — водойми.

## Демографія
Згідно з переписом 2010 року, у переписній місцевості мешкало 388 осіб у 147 домогосподарствах у складі 108 родин. Густота населення становила 41 особа/км².  Було 179 помешкань (19/км²).
Расовий склад населення:
| - 63,9 % — білих - 4,9 % — корінних американців - 0,3 % — азіатів - 26,8 % — осіб інших рас |

До двох чи більше рас належало 4,1 %. Частка іспаномовних становила 59,0 % від усіх жителів.
За віковим діапазоном населення розподілялося таким чином: 24,0 % — особи молодші 18 років, 60,8 % — особи у віці 18—64 років, 15,2 % — особи у віці 65 років та старші. Медіана віку мешканця становила 42,8 року. На 100 осіб жіночої статі у переписній місцевості припадало 92,1 чоловіків;  на 100 жінок у віці від 18 років та старших — 90,3 чоловіків також старших 18 років.
За межею бідності перебувало 39,0 % осіб, у тому числі 100,0 % дітей у віці до 18 років та 0,0 % осіб у віці 65 років та старших.
Цивільне працевлаштоване населення становило 44 особи. Основні галузі зайнятості: науковці, спеціалісти, менеджери — 79,5 %, роздрібна торгівля — 20,5 %.